# 波吉宫
波吉宫（Palazzo Poggi）是一座宫殿，位于意大利博洛尼亚的赞博尼街（Via Zamboni）33号。它是博洛尼亚大学的总部和校长楼。

## 历史
波吉宫是作为亚历山德罗·波吉和他的兄弟，未来的红衣主教若望·波吉的住宅而建的。该建筑建于1549年至1560年之间。. 显然是由若望·波吉主教委托修建，就在他升格为红衣主教前不久。拉莫1560年发表的一份手稿指出，波吉宫的设计者是巴托洛梅奥·特里阿奇尼。祖奇尼于1554年发表的一份文件也证实了这一点。其他文献称波吉宫的设计者是佩莱格里诺·蒂巴尔迪。1547年画家移居罗马后，波吉枢机遇见了他，后来委托他为波吉宫作画。 蒂巴尔迪是博洛尼亚人，1555年回到这座城市，在宫殿和家族小堂为红衣主教画壁画。壁画被认为是蒂巴尔迪的杰作。
1714年，波吉宫成为博洛尼亚科学院的所在地。科学院由路易吉·费迪南多·马西利创立。高耸的天文台（La Specola）建于1712年至1725年之间。图书馆建于1744年，由朱塞佩·安东尼奥·托里和卡洛·弗朗切斯科·多蒂设计。图像收集始于1754年。18世纪，宫殿的北侧添加了宏伟的大厅，于1756年开放。在启蒙时代，科学院是欧洲的模范研究机构，也是博洛尼亚大学的关键部分。它受到博洛尼亚教宗本笃十四世的保护。
在拿破仑时期，科学院的科学设备分散到不同的院系（解剖学、光学、化学、地理、航海科学、物理学、天文学），历史藏品分散到不同的博物馆中。只有图书馆留在波吉宫，形成未来大学图书馆的核心。
宫殿现在是博洛尼亚大学的主要建筑之一。在二十世纪末，大学推动一个文化项目，将分散的藏品归还回其历史家园。

## 布局和使用
波吉宫目前的外观，有一个带凉廊的大庭院，和通往贵族楼层的大楼梯，是由于乔瓦尼波吉枢机的干预。
宫殿的壁画装饰主要属于风格主义和早期巴洛克，作品包括：
- 普罗斯佩罗 · 丰塔纳的摩西室、大卫室、和狮身人面室
- 苏珊娜室和黄道室 "，佩莱格里诺·蒂巴尔迪
- 卡米拉室、风景室、音乐厅，有尼科洛·德尔·阿巴特的《海克力斯》和《酿葡萄酒的普蒂》
- 丰塔纳、诺萨德拉和老埃尔科尔·普罗卡奇尼的西洋穴怪圖像穴怪圖室和忒拉蒙室。

在底楼有一个厅卡尔杜奇课堂（Aula Carducci），专门纪念诗人焦苏埃·卡尔杜奇。诗人在此讲授意大利语言文学达40年之久。
底楼还有海克力斯室，内有1730年由雕刻神话英雄安杰洛·皮（Angelo Piò）的雕像。
宫殿内还设有各种大学博物馆、校长室、博洛尼亚大学图书馆和画廊，有600多幅精美的肖像。

## 博物馆藏品
- 自然历史
  - 乌利塞·阿尔德罗万迪博物馆
  - 路易吉·费迪南多·马西利的收藏
  - 科学院的迪卢维安博物馆
- 解剖学和产科
  - 产科学校
  - 埃尔科尔·莱利的解剖蜡质模型
  - 乔瓦尼·曼佐利尼和安娜·莫兰迪·曼佐利尼的解剖学蜡质模型
  - 克莱门特·米开朗基罗·苏西尼的小维纳斯
- 物理和化学
  - 光学
  - 电学
- 地理室
- 军事建筑
- 科学院图书馆
- 船舶画廊

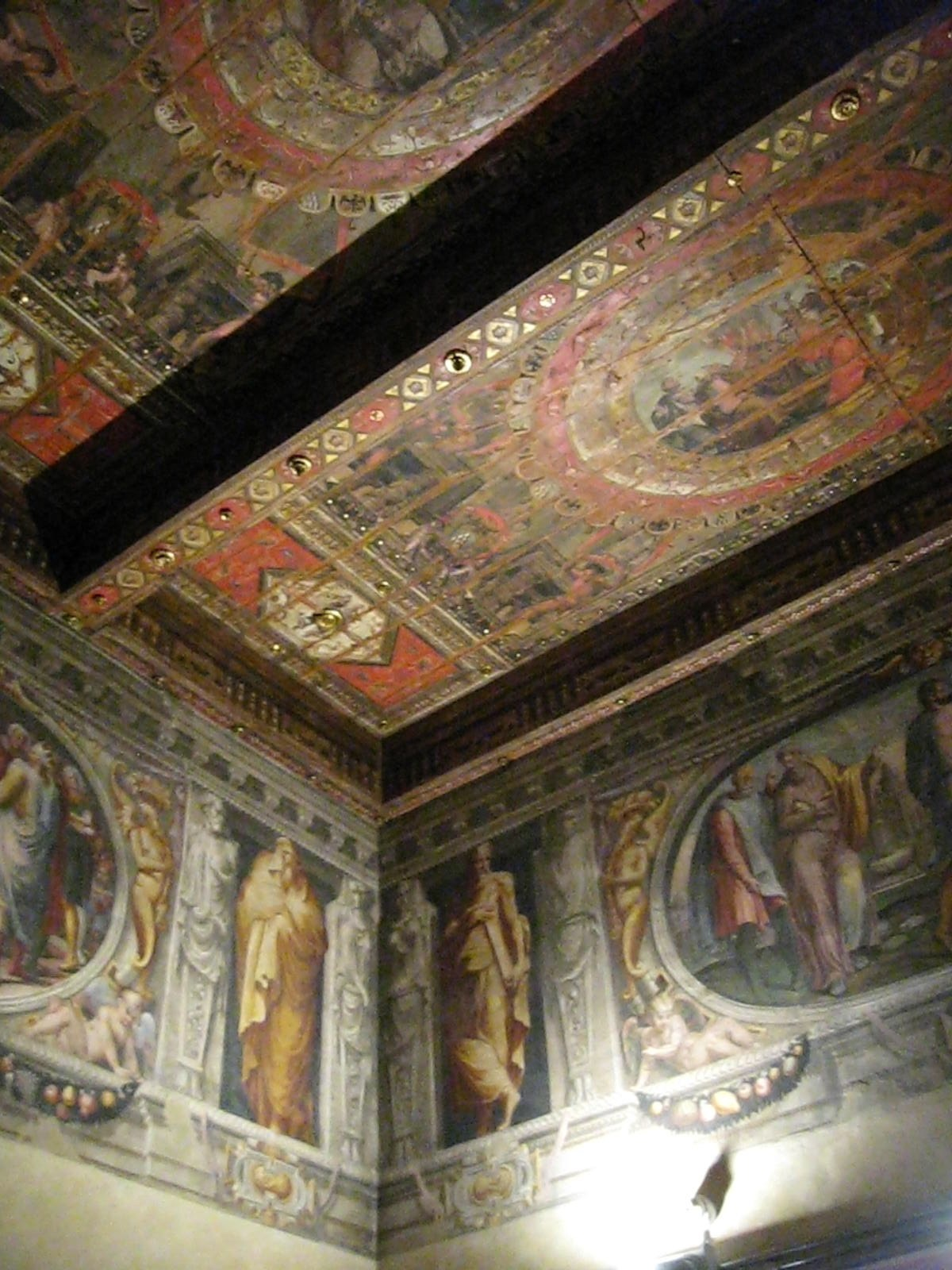
普罗斯佩罗·丰塔纳的大卫厅天花板
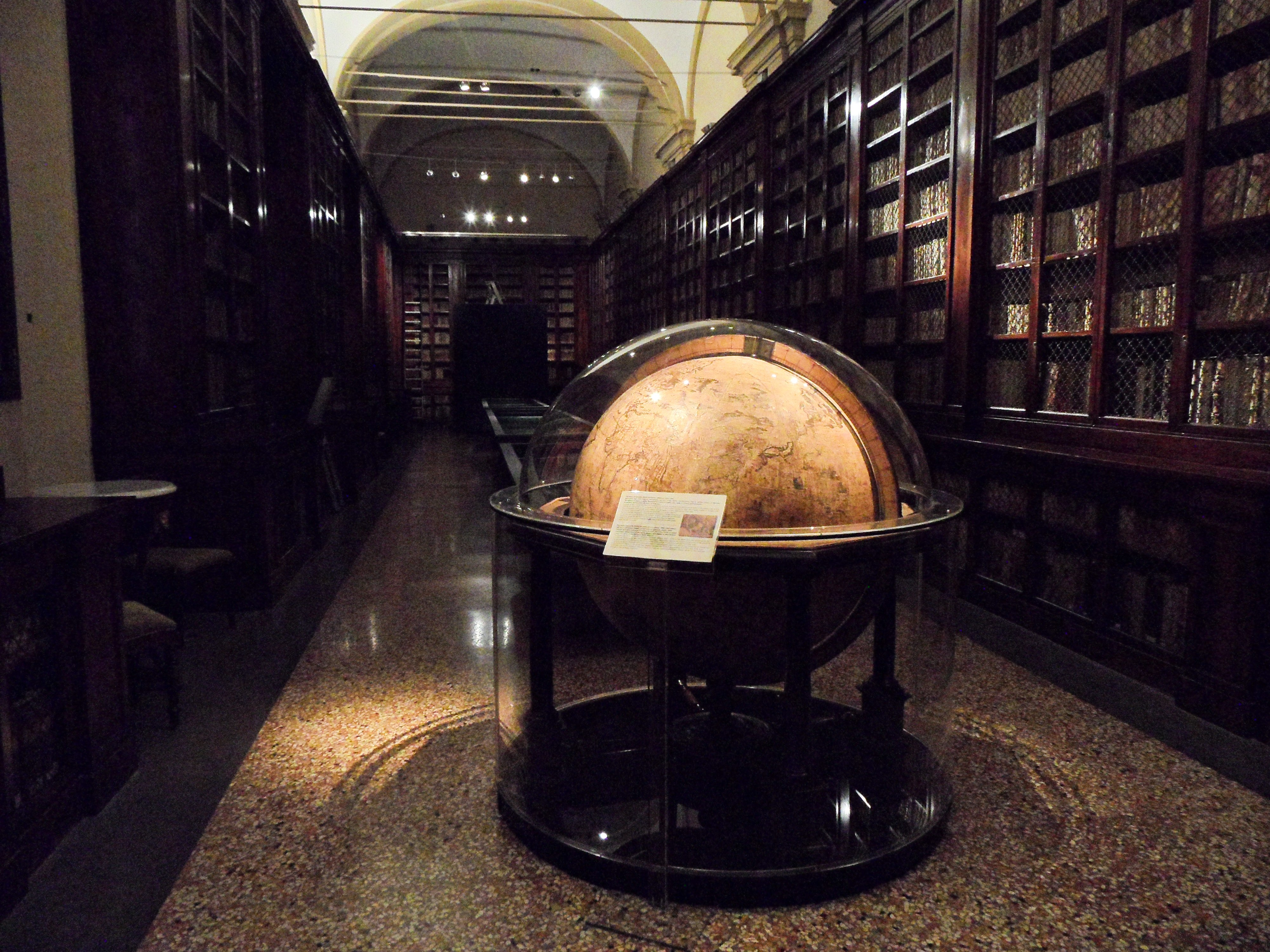
文森佐·科罗内利的17世纪地球仪
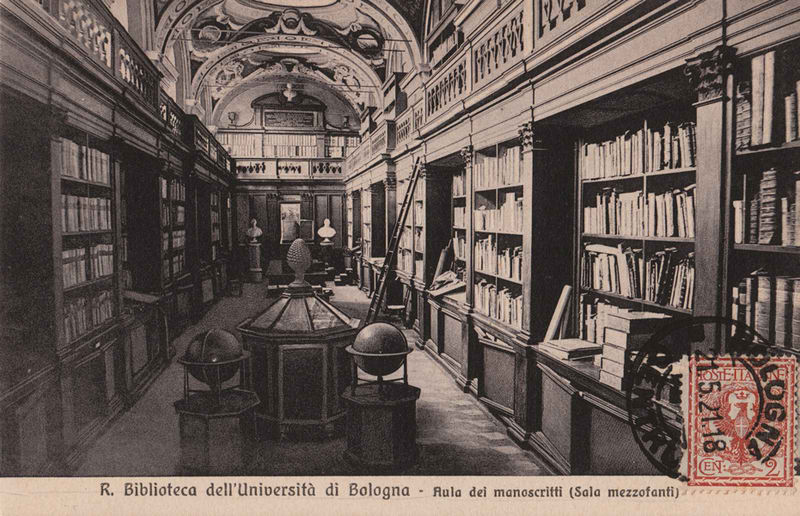
图书馆
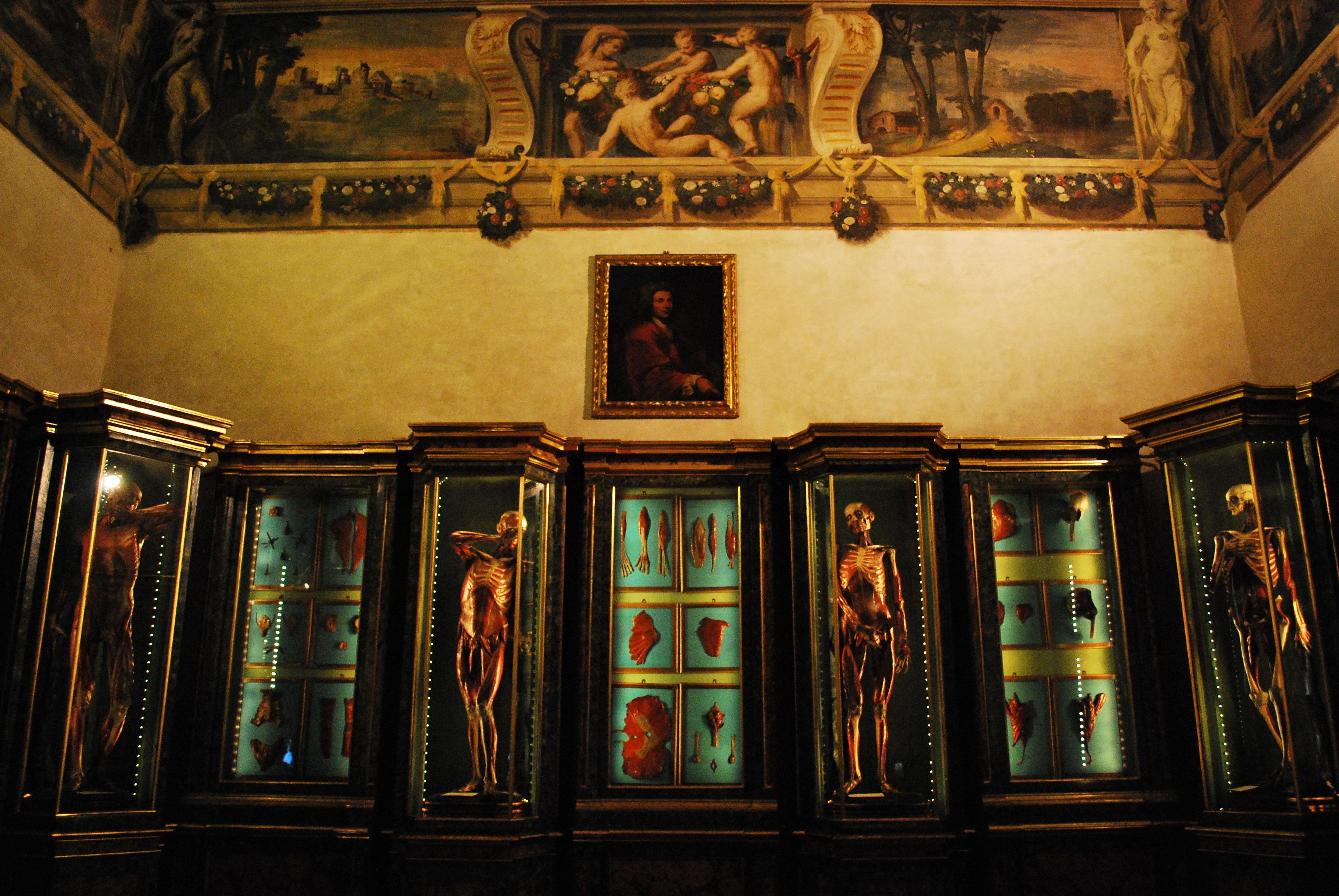
解剖博物馆的展品
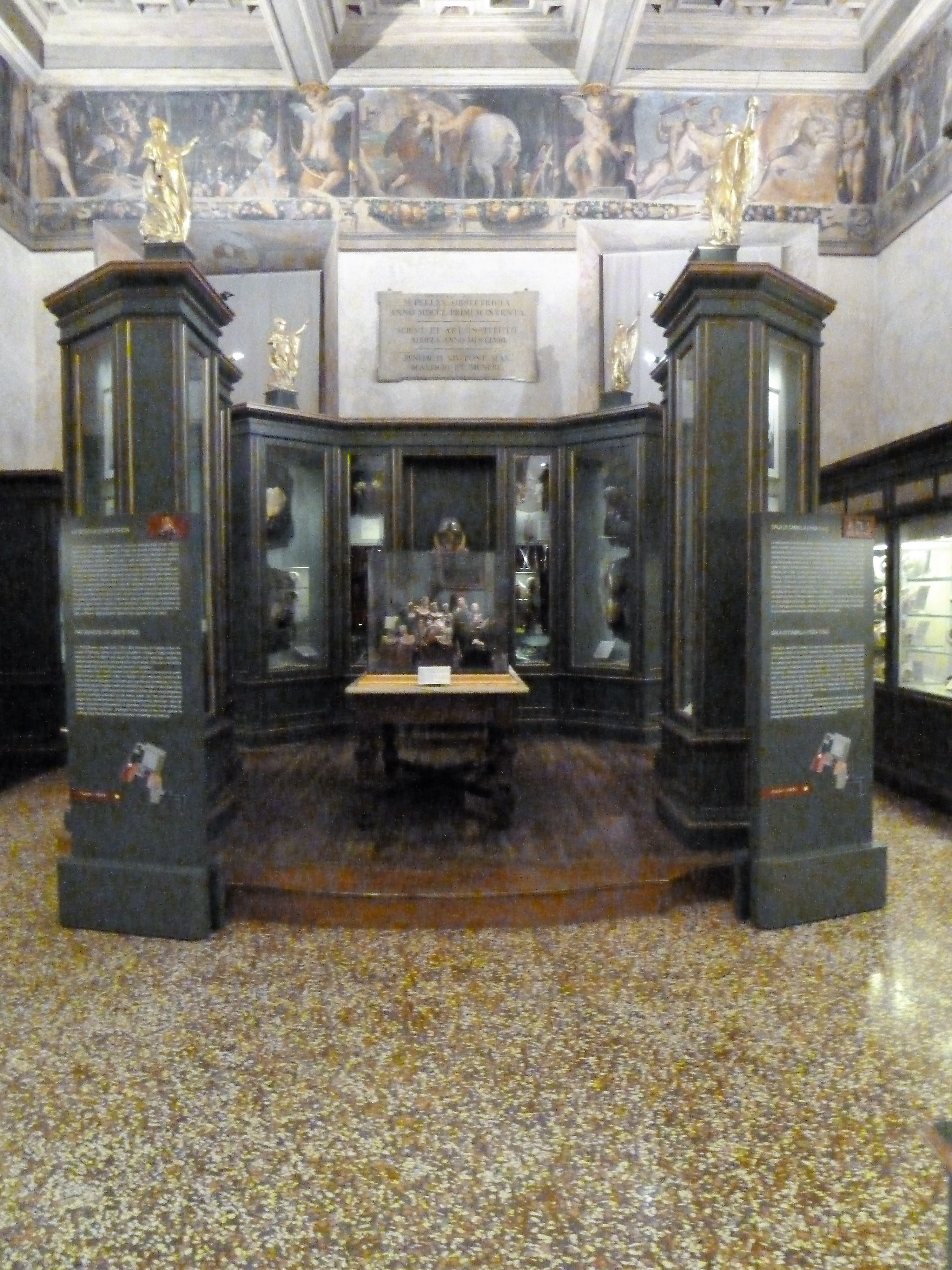
同上
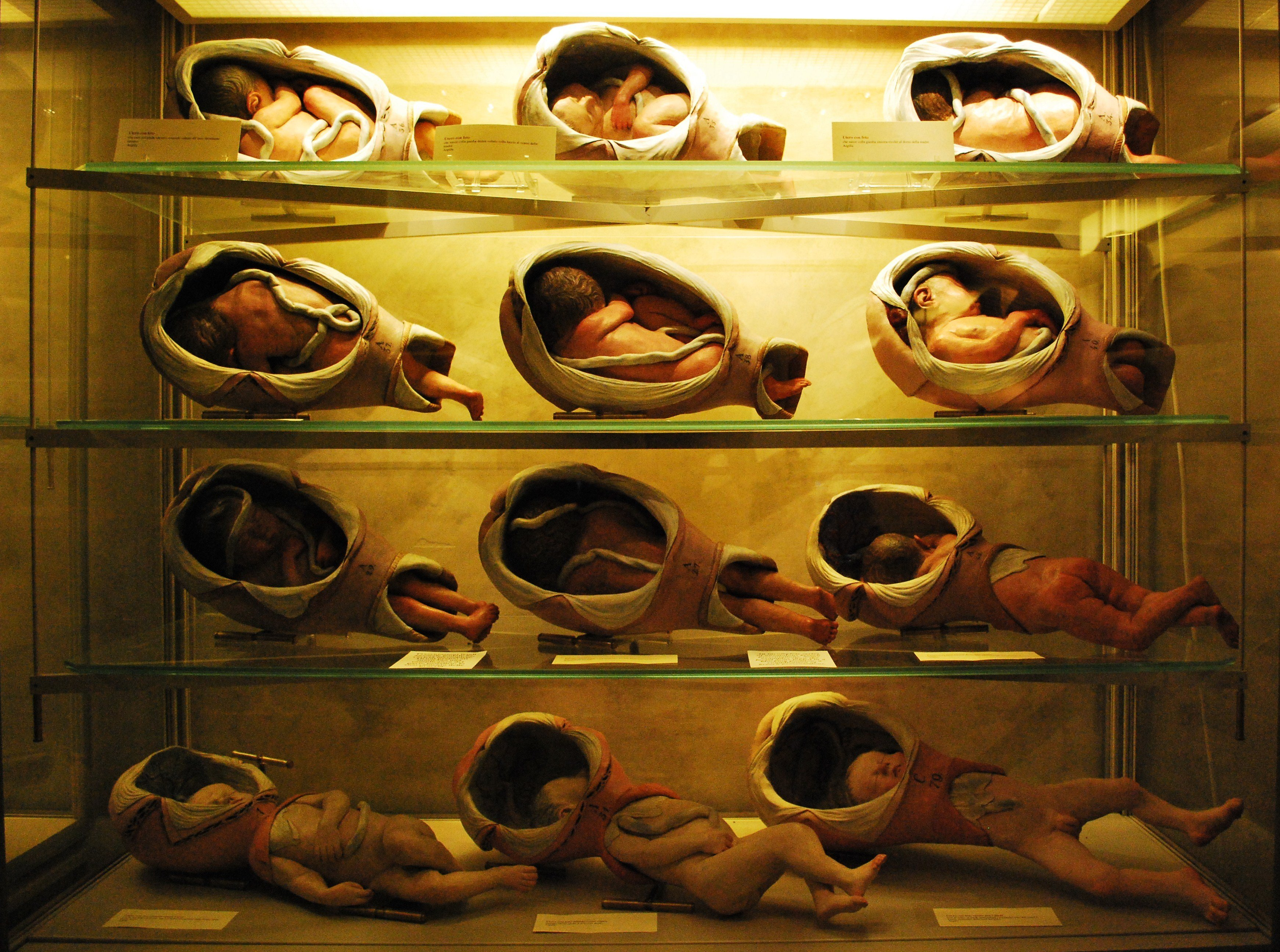
说明分娩过程的模型
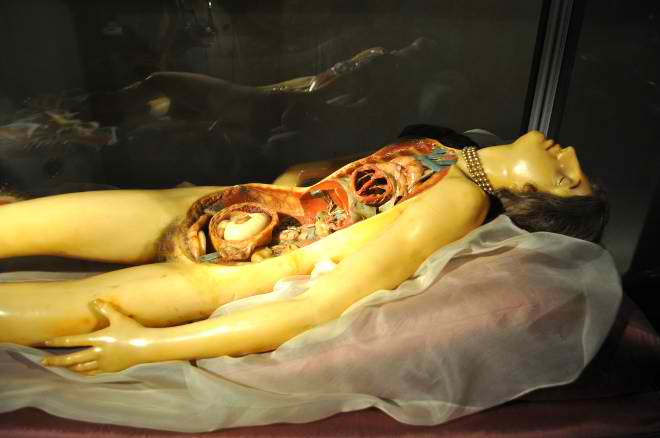
克莱门特·米开朗基罗·苏西尼的蜡质孕妇解剖模型小维纳斯